# تيار الغد السوري
تيار الغد السوري هو تيار سوري معارض يجمع نخباً ومثقفين وسياسيين مستقلين أسسه ويرأسه المعارض السوري البارز الشيخ أحمد الجربا والذي أطلقه من القاهرة في آذار 2016. ويُدير التيار جناحًا مسلحًا يسمّى «قوات النخبة» يعمل ضمن قوات سوريا الديمقراطية.

## معلومات عنه
أحمد الجربا هو الرئيس السابق للائتلاف الوطني لقوى الثورة والمعارضة السورية وهو مؤسس منصة القاهرة المعارضة وأحد شيوخ قبيلة شمر العربية وهو حاصل على إجازة في الحقوق من جامعة بيروت العربية الدولية في لبنان.
التيار وجه في بيان انطلاقه دعوة مفتوحة لكل السوريين “للتلاقي عند قواسم مشتركة تحترم حق الاختلاف، وتسعى إلى طرح تصور جماعي لمستقبل سوريا القائم على الحرية والعدالة والمساواة، والحقوق الفردية التي تنظر إلى المواطن السوري بصفته، دون أي اعتبار لجنسه أو قوميته أو دينه”.
ويسعى “لإنتاج حركة سياسية سورية تحمل وعيًا مطابقًا لحاجات الواقع السوري، قوامها ديمقراطيون سوريون، يريدون أن يساهموا في نقل سوريا من حالة القمع إلى فضاء حر يساهم في تقدم المجتمع الإنساني”.